# Diisopropilamida de litio
El diisopropilamiduro de litio es el compuesto químico con la fórmula [(CH3)2CH]2NLi. Generalmente abreviada como LDA, es una base muy fuerte usada en química orgánica para la deprotonación de compuestos débilmente acídicos. El reactivo ha sido ampliamente aceptado, debido a que es soluble en solventes orgánicos no polares, y no es pirofórico. El LDA es una base no nucleofílica. La diisopropilamina de potasio (KDA) es un compuesto similar, pero en vez del catión litio tiene un catión potasio. El LDA es más barato que el KDA, y es más ampliamente usado, aunque el KDA es más efectivo.

## Preparación y estructura

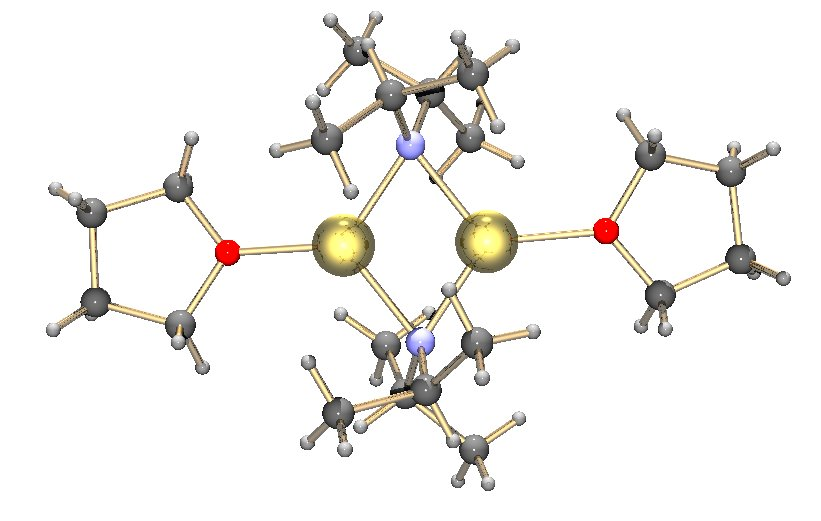
Dímero de LDA con THF coordinado a los cationes Li^{+}.

El LDA se forma comúnmente tratando una solución de diisopropilamina en tetrahidrofurano (THF) enfriada (0 a −78 °C) con n-butillitio.
La diisopropilamina tiene un valor de pKa de 36; en consecuencia es apto para la deprotonación de los ácidos de carbono más comunes, incluyendo alcoholes y compuestos carbonílicos (ácidos, ésteres, aldehídos y cetona) que posee un carbono α con hidrógeno. En solución de THF, el LDA existe principalmente como un dímero y se cree que se disocia para producir la base activa.
El LDA está disponible comercialmente como una solución con solventes polares, apróticos, tales como el THF y el éter, aunque en la práctica, y para uso a pequeña escala (menos de 50 mmol) es común y más efectivo preparar el LDA in situ.

## Bases cinéticas vs termodinámicas
La deprotonación de los ácidos de carbono puede proceder tanto por control termodinámico o control cinético. La deprotonación controlada cinéticamente requiere una base que esté impedida estéricamente. Por ejemplo, en el caso de la fenilacetona, la deprotonación puede producir dos enolatos diferentes. El LDA ha mostrado deprotonar el grupo metilo, que es el curso cinético de la deprotonación. Una base más débil, como un alcóxido, que deprotona reversiblemente al sustrato, conduce al enolato bencílico termodinámicamente más estable. Una alternativa a la base débil es el uso de una base fuerte que esté presente a una concentración menor que la cetona. Por ejemplo, con  hidruro de sodio en THF o dimetilformamida (DMF), la base sólo reacciona en la interfase solución-sólido. Una molécula de cetona podría ser deprotonada en el sitio cinético. Este enolato puede entonces encontrarse con otra molécula de cetona y se formará el enolato termodinámico por intercambio de protones, incluso en un solvente aprótico que no contiene iones oxonio.
Sin embargo, el LDA actúa como un nucleófilo bajo ciertas condiciones. Por ejemplo, puede reaccionar con hexacarboniltungsteno como parte de la síntesis de un diisopropilaminocarbino.[cita requerida] Si se dan las condiciones apropiadas, el LDA actuará como cualquier otro nucleófilo y llevará a cabo reacciones de condensación. Se conocen otras amidas más impedidas, por ejemplo, la deprotonación del hexametildisilazano (Me3SiNHSiMe3) forma tales bases ([(Me3SiNSiMe3]-).